# Rosewater
Rosewater ist ein politisches Filmdrama aus dem Jahr 2014, das auf den Memoiren Then They Came for Me von Maziar Bahari und Aimee Molloy basiert. Regisseur, Drehbuchautor und Produzent ist Jon Stewart. Der Film erzählt die wahre Geschichte des iranisch-kanadischen Journalisten Maziar Bahari, der von der Präsidentschaftswahl im Iran 2009 in Teheran berichten soll.

## Inhalt
Bei den iranischen Präsidentschaftswahlen 2009 tritt der Herausforderer Mir Hossein Mussawi gegen den amtierenden Präsident Mahmud Ahmadineschad an. Im Land befindet sich auch der 42-Jährige Journalist Maziar Bahari, der aus London angereist ist, um sich mit Moussavi zu treffen und ihn zu interviewen. Als Ahmadineschad sich schon Stunden vor Ende der Wahl zum Sieger erklären lässt, kommt es auf den Straßen Irans zu Protesten und Übergriffen. Im Laufe dieser Aufstände wird Bahari, der das Ganze mit seiner Kamera aufnimmt, von der Polizei verhaftet und für 118 Tage festgehalten. In der Haft wird er immer wieder unter brutaler Folter verhört, bis es seiner Frau mit Unterstützung von westlichen Medien gelingt, seine Freilassung zu erreichen.

## Rezension
Der Film wurde international überwiegend positiv aufgenommen. Er erhielt bei Metacritic eine aggregierte Wertung von 67/100 und bei Rotten Tomatoes 77 %.
Oliver Grimm lobte in Die Presse die schauspielerische Darstellung von Hauptdarsteller Gael García Bernal als „fabelhaft“ und auch Kim Bodnia würde den Folterknecht Javadi „toll“ darstellen. Der Film sei insgesamt eine geistreiche Betrachtung der Repression in totalitären Regimen am Beispiel des Irans. Die „Darstellung von der politischen Kraft der sozialen Medien“ findet er allerdings etwas naiv.